# Xã Abercrombie, Quận Richland, Bắc Dakota
Xã Abercrombie (tiếng Anh: Abercrombie Township) là một xã thuộc quận Richland, tiểu bang Bắc Dakota, Hoa Kỳ. Năm 2010, dân số của xã này là 268 người.